# Serrai (perifereiakí enótita)
Serrai är en regiondel (perifereiakí enótita), till 2010 prefekturen Nomós Serrón, i Mellersta Makedonien i norra Grekland. Huvudort är Serrai, övriga större städer i regiondelen är Maurothalassa, Nigrita, Nea Zixnis och Siderokastro.
Regiondelen är delad i sju kommuner. Den tidigare perfekturen var delad i 27 kommuner.

- Dimos Amfipoli
- Dimos Emmanouil Pappas
- Dimos Irakleia
- Dimos Nea Zichni
- Dimos Serres
- Dimos Sintiki
- Dimos Visaltia